# Томтор (Таттинский улус)
Томто́р (якут. Томтор) — село в Таттинском улусе Якутии России. Административный центр и единственный населённый пункт Баягинского наслега.

## География
Село находится на северо-востоке центральной части региона, на левом берегу реки Баяга, на расстоянии 60 км от посёлка городского типа Ытык-Кюёль, административного центра улуса.

## История
Согласно Закону Республики Саха (Якутия) от 30 ноября 2004 года N 173-З N 353-III село возглавило образованное муниципальное образование Баягинский наслег.

## Население
| 2002 | 2010  | 2011  | 2012  | 2013 | 2014 | 2015 | 2016 | 2017 | 2018 | 2019 |
| ---- | ----- | ----- | ----- | ---- | ---- | ---- | ---- | ---- | ---- | ---- |
| 1013 | ↗1051 | ↘1050 | ↘1009 | ↘997 | ↘971 | ↘970 | ↘963 | ↘958 | ↘934 | ↘918 |
| 2020 | 2021  |       |       |      |      |      |      |      |      |      |
| ↘915 | ↗925  |       |       |      |      |      |      |      |      |      |

### Национальный состав
Согласно результатам переписи 2002 года, в национальной структуре населения якуты составляли 99 % из 1013 чел.

## Улицы
| - ул. Андросова Г.М., - ул. Баягантайская, - ул. Белолюбского Т.И., - ул. Братьев Малгиных, - ул. Винокурова П.П., | - ул. Восточная, - ул. Западная, - ул. Заречная, - ул. Кэскил, - ул. Луковцева Е.И., | - ул. Молодёжная, - ул. Парковая, - ул. Ребицкого, - ул. Томторская. |

## Экономика
Развито животноводство (мясо-молочное скотоводство, мясное табунное коневодство).

## Инфраструктура
В селе функционируют средняя общеобразовательная школа, Центр культуры и духовности «Мандар», учреждения здравоохранения и торговли, культурно-спортивный комплекс, построенный к 2019 году в рамках общереспубликанского движения добрых дел «Моя Якутия в XXI веке».

## Достопримечательности
В селе установлен Памятник воинам-землякам, погибшим в годы Великой Отечественной войны.